# Чёрный язык (заболевание)
Синдром чёрного волосатого языка (СБВЯ) — это состояние языка, при котором мелкие бугорки на языке удлиняются и приобретают чёрный или коричневый цвет, из-за чего язык выглядит чёрным и волосатым. Внешний вид может вызывать тревогу, но это безвредное состояние. К предрасполагающим факторам относятся курение, ксеростомия (сухость во рту), мягкая диета, плохая гигиена полости рта и приём некоторых лекарств. Улучшению состояния способствует соблюдение гигиены полости рта, особенно соскабливание или чистка языка.

## Признаки и симптомы
Волосатый язык в основном возникает в центральной части дорсальной поверхности языка, непосредственно перед (впереди) желобовидными сосочками, хотя иногда может быть поражена вся дорсальная поверхность. Волосатый язык обычно сопровождается изменением цвета, который может быть жёлтым, коричневым или чёрным. Помимо внешнего вида, это состояние обычно протекает бессимптомно, но иногда люди могут испытывать ощущение тошноты или неприятный привкус во рту. Также может наблюдаться неприятный запах изо рта (интраоральный галитоз).
Термин «меланоглоссия» также используется для обозначения чёрного цвета языка без «волосков», который также безвреден и не связан с чёрным волосатым языком.

## Причины
Окрашивание языка в чёрный цвет часто связано с плохой гигиеной полости рта. Кроме того, в зону риска попадают люди, злоупотребляющие чаем и кофе, курящие, страдающие алкоголизмом, употребляющие внутривенные наркотические средства. Способствует окрашиванию языка в чёрный цвет сухость во рту, когда из-за недостаточного слюноотделения на языке скапливается больше бактерий, жизнедеятельность которых приводит к тому, что налет приобретает патологическую окраску. Сильное обезвоживание организма сопровождается образованием темного, иногда почти чёрного налета, который с трудом удаляется с языка.
Чёрный цвет придают языку некоторые лекарственные препараты, например, активированный уголь, препараты железа, висмута или антибиотики, нарушающие баланс микрофлоры во рту.
Чёрный язык может наблюдаться и в безобидных ситуациях, например, после употребления черники, красного вина и продуктов, в состав которых входят красители (конфеты, жевательные резинки, леденцы).

## Лечение
При обнаружении на языке налета чёрного цвета следует обратиться к терапевту, который, при необходимости, направит к врачам других специализаций (стоматологу, гастроэнтерологу, токсикологу, инфекционисту).
Для выявления причины аномалии назначается ряд анализов, поскольку темный слой на языке — это внешнее проявление внутренних патологий. После устранения причины заболевания язык приобретает естественный оттенок.

## Эпидемиология
Волосатый язык встречается примерно у 0,5 % взрослых. Однако распространенность варьируется в зависимости от исследуемой группы населения.